# Kristof De Zutter
Kristof De Zutter (né le 13 décembre 1982 à Saint-Laurent) est un coureur cycliste belge, actif des années 1990 à 2010.

## Biographie
En 1999, Kristof De Zutter est sacré champion provincial de Flandre-Orientale chez les juniors (moins de 19 ans). Quatre ans plus tard, il s'impose sur une étape du Tour de Namur. Il termine également troisième du championnat de Belgique sur route dans la catégorie espoirs (moins de 23 ans). 
En 2004, il gagne une étape du Tour de Berlin. Il intègre ensuite l'équipe continentale Bodysol-Win For Life-Jong Vlaanderen en 2005. Avec cette formation, il brille durant la saison 2006 en terminant deuxième des Deux Jours du Gaverstreek, tout en ayant remporté une étape. La même année, il se classe deuxième d'une étape du Ruban granitier breton. Il devient par ailleurs champion de Belgique des élites sans contrat,. 
En 2007, il remporte l'épreuve Bruxelles-Zepperen ainsi qu'une étape du Tour de Normandie. Après ces performances, il intègre la nouvelle structure Willems Veranda's en 2008. Il redescend par la suite au niveau amateur, où il continue sa carrière. 

## Palmarès et résultats

### Palmarès par année
- 1999
  - Champion de Flandre-Orientale sur route juniors
- 2003
  - 2e étape du Tour de Namur
  - Grand Prix Wielerrevue
  - 3e du championnat de Belgique sur route espoirs
- 2004
  - 1re étape du Tour de Berlin
- 2006
  -  Champion de Belgique des élites sans contrat
  - 1re étape des Deux Jours du Gaverstreek
  - 2e des Deux Jours du Gaverstreek
- 2007
  - Bruxelles-Zepperen
  - 4e étape du Tour de Normandie
- 2008
  - Champion de Flandre-Orientale sur route

### Classements mondiaux
| Année           | 2005   | 2006 | 2007 | 2008   |
| --------------- | ------ | ---- | ---- | ------ |
| UCI Europe Tour | 1 059e | 810e | 967e | 1 077e |